# Šentrupert (Šentrupert)
Šentrupert is een plaats in Slovenië en maakt deel uit van de gemeente Šentrupert in de NUTS-3-regio Jugovzhodna Slovenija. De plaats telde 306 inwoners op 1 januari 2020.